# Mussaenda samana
Mussaenda samana är en måreväxtart som beskrevs av Jayaw.. Mussaenda samana ingår i släktet Mussaenda och familjen måreväxter. Inga underarter finns listade i Catalogue of Life.